# Meine schöne innere Sonne
Meine schöne innere Sonne, Langtitel Meine schöne innere Sonne – Isabelle und ihre Liebhaber, ist ein französisch-belgischer Spielfilm von Claire Denis aus dem Jahr 2017. Er beruht auf dem Buch Fragmente einer Sprache der Liebe von Roland Barthes.

## Handlung
Isabelle ist alleinstehend und arbeitet als Malerin in Paris. Sie hat eine zehnjährige Tochter, die abwechselnd bei ihr und ihrem früheren Partner François lebt. Isabelle hat eine Affäre mit dem Bankier Vincent, von dem sie sich jedoch menschlich nicht angezogen fühlt. Als er ihr eröffnet, sich für sie nie von seiner Frau trennen zu werden, bricht sie die Beziehung ab. Andere Männer kommen in ihr Leben. Auf die Flirtversuche von Mathieu, den sie regelmäßig bei ihrem Fischladen trifft, geht sie nicht ein. Die Beziehung zu einem Schauspieler beginnt heftig und endet im Bett – und am nächsten Morgen mit Selbstvorwürfen des Schauspielers, der Frau und Kinder hat, keine Liebesbeziehung zu Isabelle will und befindet, dass alles zwischen ihnen zu schnell gegangen sei. Vor Freundin Ariane äußert Isabelle die Befürchtung, dass in Beziehungsdingen nichts mehr kommen werde; Ariane versucht, sie wieder aufzurichten.
Isabelle fängt wieder eine Beziehung zu ihrem Ex-Partner und Vater der gemeinsamen Tochter François an, erkennt jedoch nach kurzer Zeit, dass sie und er sich gegenseitig moralisch zu sehr runterziehen. In einer Diskothek lernt sie Sylvain kennen, mit dem sie zusammenkommt. Die Beziehung scheitert jedoch, als der Galerist Fabrice, ein Freund Isabelles, in ihr Zweifel sät, ob Sylvain der Richtige sei, so gehöre er nicht zum Künstlermilieu, habe ihr noch nie seine Freunde vorgestellt und nutze vielleicht nur ihre Bekanntheit aus, um sich aufzuwerten. Eine neue Beziehung bringt Isabelle mit Museumsleiter Marc zusammen. Er will jedoch nichts überstürzen, zumal auch er Familie hat. Isabelle beschließt, zu Denis, einem Wahrsager, zu gehen, um von ihm eine Lösung für ihr unstetes Leben zu erhalten. Denis glaubt, dass der Schauspieler sich ändern und zu Isabelle zurückkehren werde. Doch weder dieser noch Marc seien wirklich die richtigen Männer für Isabelle. Sie wolle letztlich mehr Stabilität und Authentizität in ihrem Leben und solle sich nicht benutzen lassen. Sie solle offen für alles bleiben, sich um sich selbst kümmern und ihre schöne innere Sonne finden.

## Produktion
Meine schöne innere Sonne wurde hauptsächlich in Paris gedreht. Mitte Januar 2017 fanden zudem Dreharbeiten im Département Creuse statt, darunter in Saint-Léger-le-Guérétois (Club Atrium), Arrènes, La Souterraine und Guéret. Der Arbeitstitel des Films lautete Des lunettes noires (Sonnenbrillen). Die Kostüme schuf Judy Shrewsbury, die Filmbauten stammen von Arnaud de Moleron.
Meine schöne innere Sonne erlebte am 18. Mai 2017 im Rahmen der Quinzaine des réalisateurs der Internationalen Filmfestspiele von Cannes seine Premiere und lief am 27. September 2017 in den französischen Kinos an. Deutschlandpremiere des Films war am 23. Juni 2017 auf dem Filmfest München, Kinostart am 14. Dezember 2017.

## Synchronisation
| Rolle        | Darsteller          | Synchronsprecher   |
| ------------ | ------------------- | ------------------ |
| Isabelle     | Juliette Binoche    | Christin Marquitan |
| Vincent      | Xavier Beauvois     | Dieter Memel       |
| Mathieu      | Philippe Katerine   | Christian Gaul     |
| Maxime       | Josiane Balasko     | Isabella Grothe    |
| Schauspieler | Nicolas Duvauchelle | Konrad Bösherz     |
| Marc         | Alex Descas         | Christoph Banken   |
| François     | Laurent Grévill     | Rainer Doering     |
| Fabrice      | Bruno Podalydès     | Dirk Bublies       |
| Sylvain      | Paul Blain          | Uve Teschner       |
| Denis        | Gérard Depardieu    | Manfred Lehmann    |
| Ariane       | Sandrine Dumas      | Svantje Wascher    |

## Auszeichnungen
Claire Denis gewann für Meine schöne innere Sonne in Cannes 2017 den Prix SACD, wobei sie sich den Preis mit Philippe Garrel für L’amant d’un jour teilte. Auf dem Filmfest München war der Film 2017 für den ARRI/OSRAM-Preis als Bester internationaler Film nominiert. Juliette Binoche erhielt 2017 beim Europäischen Filmpreis eine Nominierung als Beste Europäische Darstellerin.
Im Jahr 2018 wurde Juliette Binoche als beste Darstellerin für einen César, einen Globe de Cristal und einen Prix Lumières nominiert.